# Open Font Library
De Font Library (OFLB, vertaald: Lettertype Bibliotheek) is een project gewijd aan de hosting, en het stimuleren van de creatie van lettertypes die vrijgegeven zijn onder vrije licenties. Het is een zusterproject van Open Clip Art Library en omvat meer dan honderd lettertypes. Oorspronkelijk werd het initiatief opgezet in 2006 en op 12 mei 2011 lanceerde het project een grote publieke uitgave op de Libre Graphics Meeting 2011, door Fabricatorz-ontwikkelaar Christopher Adams.
De Open Font Library adviseert ontwerpers gebruik te maken van de SIL Open Font License (OFL) (aangezien ze beide dezelfde initialen hebben, is het acroniem voor het Open Font Library voorgesteld als "OFLB").
De website werd gestart met het gebruik van ccHost versie 4 en in 2008 organiseerde Dave Crossland een financiële campagne die meer dan US $ 10.000 opbracht afkomstig van Mozilla, Prins XML, River Valley en TUG (TeX Users Group) om daarmee de overgang naar ccHost 5 met een nieuw merk om web-font koppelingen te bevorderen. Het werk dat met de fondsen werd gedaan werd echter niet eerder dan in 2010 bekendgemaakt op de Libre Graphics Meeting 2010. Crossland deed een aanvraag voor de Open Font Library in het Creative Commons Catalyst Grants-programma van 2010.
De leden van het project ontmoeten elkaar jaarlijks op de Libre Graphics Meeting. In 2011 werd het werk, dat ondersteund wordt door Dave Crossland, Christopher Adams, Jon Phillips, de Fabricatorz en de andere leden van de gemeenschap, een belangrijke release in Montreal. De Fabricatorz bouwden het project op het Aiki Framework en nu vindt alle planning van de ontwikkeling op Launchpad plaats.